# Neudörfl
Neudörfl är en ort och köpingskommun i Österrike. Den ligger i distriktet Mattersburg i förbundslandet Burgenland, i den östra delen av landet, 50 km söder om huvudstaden Wien.  Närmaste större stad är Wiener Neustadt i Niederösterreich, cirka 5 km väster om Neudörfl. Neudörfl tillhörde fram till första världskriget Ungern och var då en gränsstad.